# 本巢站
本巢站（日语：／ Motosu eki */?）是位於岐阜縣本巢市曾井中島，樽見鐵道的樽見線車站。車站編號為「TR09」。此站設有職員當值。

## 歷史
- 1956年（昭和31年）3月20日 - 國鐵樽見線 大垣站至谷汲口站之間開通[2]，美濃本巢站啟用。當時為旅客和貨運車站[3]。
- 1984年（昭和59年）10月6日 - 樽見線轉讓至樽見鐵道，成為樽見鐵道車站。同時車站改名為本巢站[3]。
- 2006年（平成18年）3月28日 - 最後一日設有貨運列車停靠此站。
- 2006年（平成18年）4月1日 - 結束貨物起卸業務。

## 車站構造
車站是一座地面車站，設有1面2線的島式月台。站內設有樽見鐵道總部辦工室和車廠（本巢機關區）。此站設有列車夜間停泊。另外此站設有側線。曾經在車站北邊設有專用線連接住友大阪水泥岐阜工場，當時會發送水泥，直至2006年3月28日取消貨運列車。截至2016年1月，除了專用線分支點附近部分廢車解體路軌外，其餘路軌、枕木和平交道均撤走。
此站是有人車站，櫃臺服務時間為首班車至尾班車。此站可購買的車票只有從此站出發的單程車票。另外，此站整日沒有檢票服務，在本巢下車時，乘客需要在列車最前方車門下車。

## 1985年當時的常備貨車
- 由住友水泥（日语：住友セメント）擁有[6]
  - TaKi1900形（日语：国鉄タキ1900形貨車）（水泥專用）126輛
  - TaKi7300形（日语：国鉄タキ7300形貨車 (初代)）（水泥專用）13輛
  - タキ11500形（日语：国鉄タキ11500形貨車）（水泥專用）3輛

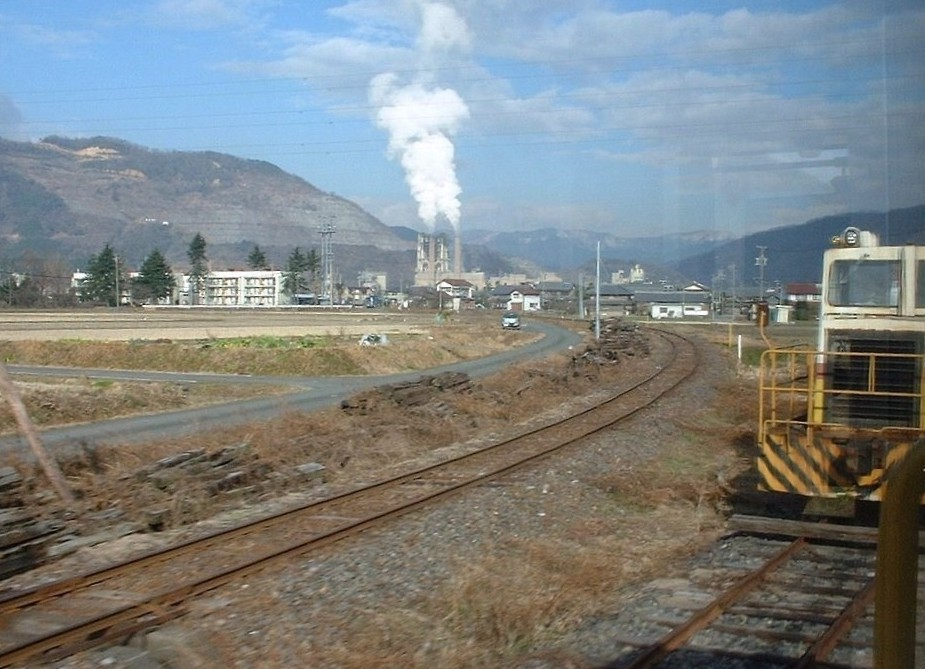
住友大阪水泥岐阜工場專用線（2004年1月拍攝）
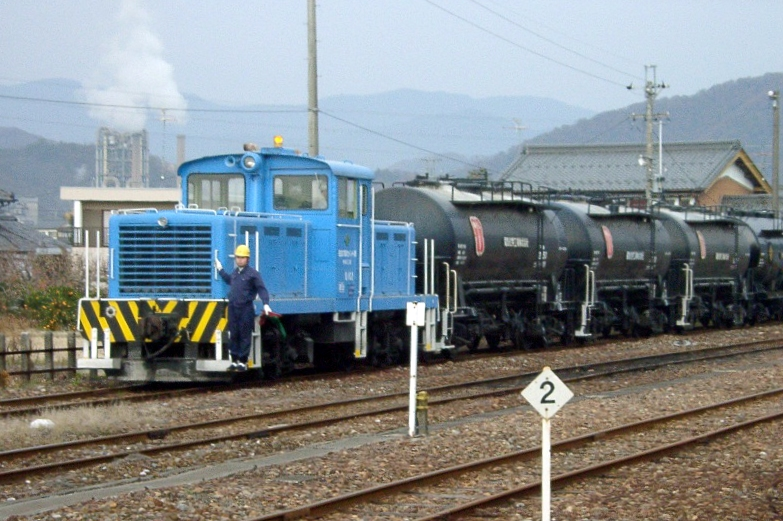
從工場望向本巢站到達的水泥貨物列車。後方可向見到煙囪與工場。（2001年12月）

## 利用狀況
| 年度               | 1日平均 乘車人次 |
| ------------------ | ---------------- |
| 2011年（平成23年） | 87               |
| 2012年（平成24年） | 77               |
| 2013年（平成25年） | 72               |
| 2014年（平成26年） | 62               |
| 2015年（平成27年） | 63               |
| 2016年（平成28年） | 63               |

## 車站周邊
- 岐阜縣道78號岐阜大野線（日语：岐阜県道78号岐阜大野線）
- 國道157號（日语：国道157号）
- 本巢市政廳

## 相鄰車站
樽見鐵道
樽見線

樽見鐵道
樽見線
普通
糸貫（TR08）－本巢（TR09）－織部（TR10）
上行尾班列車
本巢（TR09）←神海（TR13）

## 註腳
1. 1 2  路線圖 （页面存档备份，存于）（日語）,樽見鐵道株式會社。2015年1月9日參閲。
2. ↑  曾根悟（監修）. 朝日新聞出版分冊百科編集部（編集） , 编. . 週刊朝日百科. 26号 長良川鉄道・明知鉄道・樽見鉄道・三岐鉄道・伊勢鉄道. 朝日新聞出版. 2011-09-18 （日语）.
3. 1 2  日本鉄道旅行地図帳 ―全線全駅全廃線 7号 東海（新潮「旅」ムック）p.40、日本鉄道旅行地図帳編集部 （編） 新潮社 (2008-11-18) ISBN 978-4-10-790025-8
4. ↑  「住友大阪セメントが利用打ち切り（日語）」中日新聞 2004年2月20日。(Internet Archive)
5. ↑  きっぷの種類 （页面存档备份，存于）（日語）,樽見鐵道株式會社。2015年1月9日參閲。
6. ↑  「昭和60年版私有貨車番号表」《Twilight zone MANUAL13》Neko出版，2004年